# Peristedion

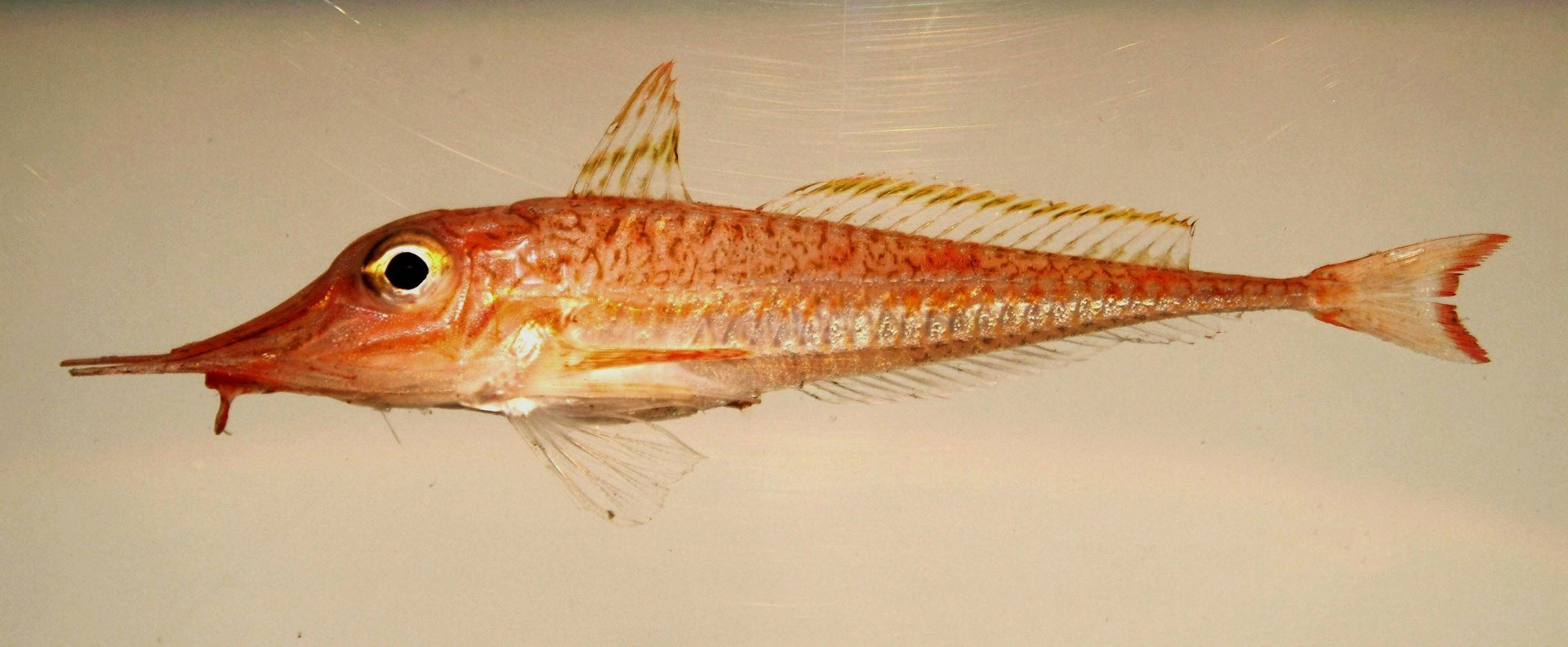
Peristedion gracile

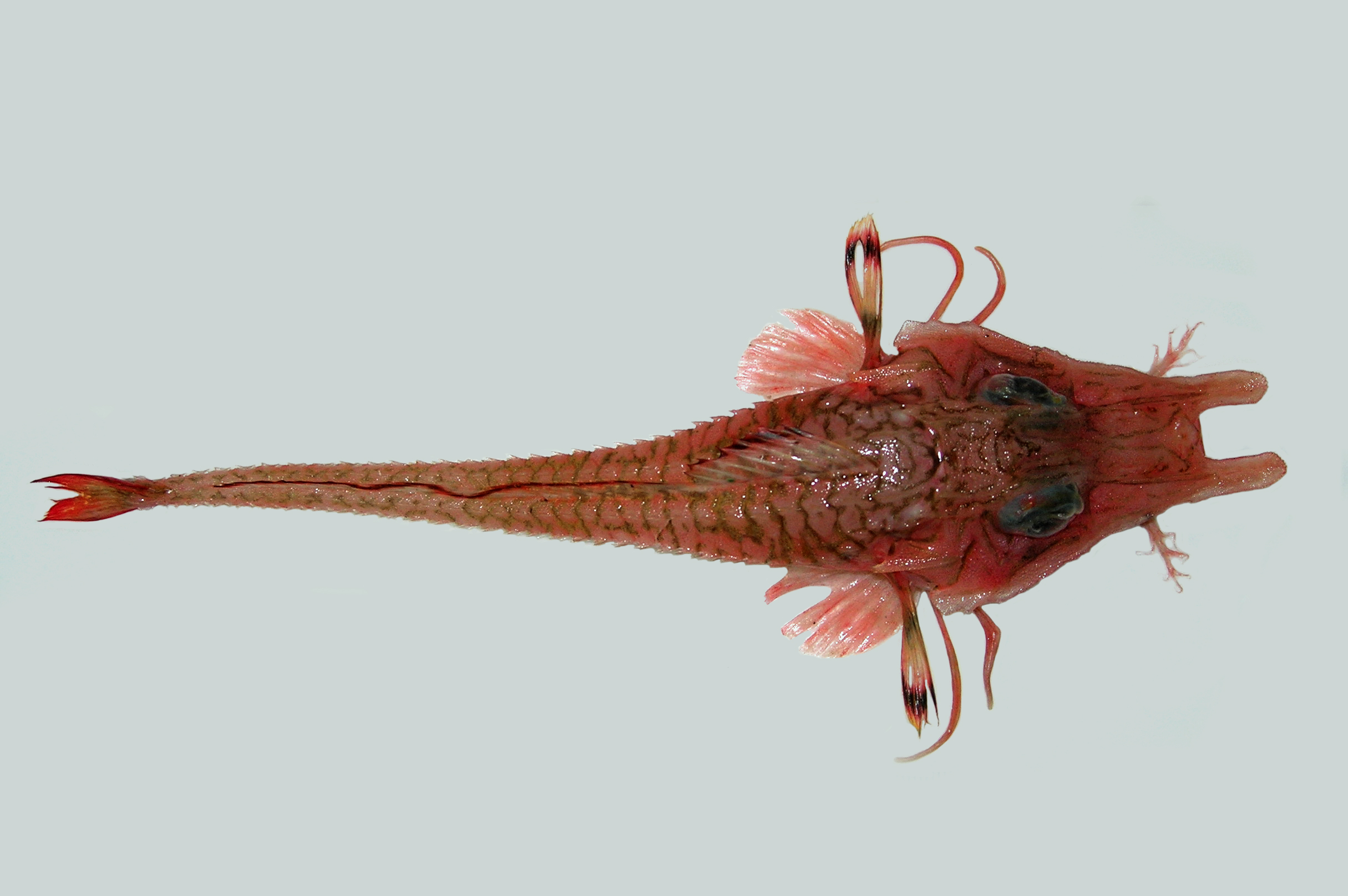
Peristedion liorhynchus

Peristedion è un genere di pesci ossei marini della famiglia Peristediidae.

## Distribuzione e habitat
Le specie del genere sono diffuse in gran parte dei mari e degli oceani temperati e tropicali. Nel Mar Mediterraneo è presente Peristedion cataphractum.

## Specie
- Peristedion altipinne
- Peristedion amblygenys
- Peristedion antillarum
- Peristedion barbiger
- Peristedion brevirostre
- Peristedion cataphractum
- Peristedion crustosum
- Peristedion ecuadorense
- Peristedion gracile
- Peristedion greyae
- Peristedion imberbe
- Peristedion liorhynchus
- Peristedion longispatha
- Peristedion miniatum
- Peristedion nesium
- Peristedion nierstraszi
- Peristedion orientale
- Peristedion paucibarbiger
- Peristedion riversandersoni
- Peristedion thompsoni
- Peristedion truncatum
- Peristedion unicuspis
- Peristedion weberi[1]